# Строги природни резерват Ртањ
Планина Ртањ налази се у источној Србији, у југозападном делу Карпатско-балканског планинског система. 

## Настанак планине Ртањ
Језгро планине изграђено је од творевина девонске старости, измењених магматском активношћу. Преко њих, у воденој — морској средини стварани су карбонатни седименти мезозоика који данас највећим делом изграђују планину. Почетком најмлађе геолошке ере кенозоика, Ртањ се издигао и прешао трајно у копнену фазу. Тада су започели процеси распадања стена и ерозија којима се обликовао Ртањ, чији продукти су се у току неогена таложили у слатководним басенима (моравском и сокобањском) који су окруживали планину.
Над читавим подручјем доминира купасти врх Шиљак, од кога се под различитим угловима спуштају планинске падине. Посебно су интересантни крашки облици рељефа са бројним дубоким јамама и различитим облицима есхумираног субкутаног краса.

## Биодиверзитет
Биодиверзитет планине је релативно добро очуван, са малим антропогеним притиском који се односи пре свега на експлоатацију шума и сакупљање лековитог биља. Према националном законодавству, подручје има статус резервата природе (1958) и објекат је геонаслеђа Србије. Налази се на листи потенцијално значајних ботаничких подручја Србије.

### Флора
У флори планине Ртањ утврђено је присуство 25 ендемичних биљака. Они заједно чине 3,88% флоре Ртња.
Падине окренуте северу су углавном обрасле шумама. Својом лепотом и старошћу издваја се мешовита заједница јеле (Abies alba) и букве (Fagus moesiaca), која допире до самог Шиљка. Падине окренуте југу су обрасле заједницама камењара, пашњака и жбуња. Ове заједнице су флористички веома богате и разноврсне. Значајна је појава реликтног степског бадемића (Prunnus tenella) и више врста орхидеја. Присутне су и врсте: Viola grisebachiana, Genista subcapitata, Hieracium marmoreum и Ramonda serbica.
Симбол Ртња је познати ртањски чај (Satureia kitaibelii) који се традиционално сакупља на овој планини, а ртањска метвица (Nepeta rtanjensis) је стриктни локални ендемит Ртња који је због изузетно ограниченог распрострањења заштићен законом.
- Fagus moesiaca
- Prunus tenella
- Abies alba Silesian Beskids

### Фауна

#### Сисари
У фауни сисара планине Ртањ, посебно се истиче фауна слепих мишева, са регистрованих 20 врста, што чини 2/3 укупног броја регистрованих врста слепих мишева у Србији. Карактеристичне су 3 врсте слепих мишева: велики (Rhinolophus ferrumequinum), мали (Rhinolophus hipposideros) и јужни потковичар (Rhinolophus euryale), које су на црвеној листи глобално угрожених врста.
Још једна, данас врло ретка врста, слепо куче (Spalax leucodon) има станиште на јужној експозицији планине Ртањ. Поред слепог кучета запажене су и рупе које прави степска волухарица (Microtus arvalis).
- Grand Rhinolophe 2
- Rhinolophus euryale-cropped
- Nannospalax leucodon

#### Водоземци и гмизавци
На списку врста водоземаца и гмизаваца које су заштићене Уредбом о Заштити природних реткости налазе се следеће врсте које живе на планини Ртањ:
- (Linnaeus, 1758)
- (Laurenti, 1768)
- (Linnaeus, 1758)
- (Bibron & Bory, 1833)
- (Gmelin, 1789)
- ' (Laurenti, 1768)

Планински мрмољак (Mesotriton alpestris), се по литературним подацима налази у подножју планине са северне стране у непосредној близини цркве Лозице. Оно што је за ову врсту посебно је то да је ово њен најнижи забележени локалитет у Србији.
Кратконоги гуштер (Ablepharus kitaibelii) има статус строго заштићене врсте у Србији. Нов локалитет ове ретке врсте утврђен је на јужним падинама непосредно испод гребена Кусак.
- Ablepharus kitaibelii 01
- Salamandra salamandra BM3
- Alpenmolch Alpine Newt Triturus alpestris

#### Рибе
Малобројни водотокови подножја планине Ртањ значајни су због присуства аутохтоних врста риба:
- поточна пастрмка (Salmo trutta),
- поточна мрена (Barbus meridionalis),
- кркуша (Gobio gobio).

Врло је битна и популација риба у Врмџанском језеру са аспекта еволутивних промена.
- File-Salmo trutta Prague Vltava 3
- BARBEL. (Barbus meridionalis ) - Flickr - gailhampshire
- Gobio gobio Prague Vltava 4

#### Птице
Ртањ, као типично планинско станиште карактерише и велика разноврсност птица. За сада је евидентирано 89 врста, што није њихов коначан број, готово половина евидентираних врста заштићено је Уредбом о заштити природних реткости.
Највише делове Ртња карактеришу птице високопланинских стена, литица и камењара, као што су:
- Белка - (Oenanthe oenanthe),
- Планинска трепаљка - (Anthus spinoletta),
- Црна црвенрепка - (Phoenicurus ochrurus),
- Јаребица камењарка - (Alectoris graeca),
- Сури орао - (Aquila chrysaetos),
- Сиви соко - (Falco peregrinus),
- Кос камењар - (Monticola saxatilis),
- Ушата шева - (Eremophila alpestris).

- Aquila chrysaetos 2 (Bohuš Číčel)
- Falco peregrinus Göteborg
- Steinhuhn

У нешто нижим деловима налазе се високопланински пашњаци са ретко жбунастом вегетацијом. Птице које овде бораве су:
- Пољска шева -,
- Виноградска стрнадица -,
- Препелица -,
- Пољска јаребица - (Perdix perdix).
- Смањењем надморске висине повећава се учесталост жбунасте вегетације, тако да се јављају следеће врсте:
- Стрнадица жутовољка - (Emberiza citrinella),
- Велика стрнадица -,
- Обична грмуша - (Sylvia communis).

- Coturnix coturnix (Lmbuga)
- Sylviacommunis 9844
- Strnádka záhradná (Emberiza hortulana)

У дну планине са јужне стране налазе се термофилни камењари са шибљацима и са врстама као што су:
- Пупавац - (Upupa epops),
- Кос - (Turdus merula),
- Велика сеница -,
- Сеница шљиварка - (Parus lugubris).

- Upupa epops Madrid 02
- Parus major poised

Северна страна планине је покривена шумом. У вишим деловима, изнад 1000 мнв, јавља се мешовита шума јеле и букве и у њој се налазе следеће карактеристичне врсте:
- Црна жуна - (Dryocopos martius),
- Беловрата мухарица - (Ficedula albicollis),
- Дрозд имелаш - (Turdus viscivorus),
- Јелова сеница - (Parus ater).
- У нижим деловима су чисте букове шуме са карактеристичном фауном птица:
- Велика сеница -,
- Плава сеница -,
- Зеба - (Fringilla coelebs),
- Мишар - (Buteo buteo),
- Шумска сова - (Strix aluco),
- Голуб гривнаш - (Columba palumbus),
- Велики детлић - (Dendrocopos major).

- Dryocopus martius 01 by Line1
- Buteo buteo -Scotland-8
- Strix aluco Serra de Montedeiras 2
- Common Wood Pigeon
- Dendrocopos major01

Пољопривредне површине у подножју планине одликују се птицама културних поља у побрђу. Овде су карактеристичне следеце врсте:
- Грлица -,
- Шумска шева -,
- Обична грмуша - (Sylvia communis),
- Сива врана - (Corvus cornix),
- Сврака - (Pica pica),
- Чворак - (Sturnus vulgaris).

- Škovránok stromový (Lullula arborea) 2
- Pica pica -Daventry Country Park, Daventry, Northamptonshire, England-8
- Toulouse - Sturnus vulgaris - 2012-02-26 - 2
- Nebelkrähe Corvus cornix